# Alexander Bard
Alexander Bengt Magnus Bard [alɛkˈsǎnːdɛr bɑːɖ] ( lyssna), född 17 mars 1961 i Sydafrika (födelsehemort Västra Ny i Östergötland), är en svensk artist, musikproducent, författare och samhällsdebattör.
Bard slog igenom under 1980-talet som musikartist. Han grundade och har spelat med musikgrupperna Army of Lovers, BWO, Gravitonas och Vacuum. Vid sidan av musiken håller han föredrag och deltar i debatter sedan 1995. Han har skrivit fem böcker tillsammans med Jan Söderqvist, och har bland annat kommit att behandla den digitala revolutionen. Författarparet gav ut sin första bok Nätokraterna vid millennieskiftet. 
Bard har även enligt egen uppgift arbetat som psykoanalytiker. Från och med 2011 till och med 2015 medverkade Bard i juryn i TV-programmet Idol. Från och med 2017 till den 13 juni 2020 var han en av jurymedlemmarna i underhållningsprogrammet Talang i TV4. Åren 2008 till 2020 var Bard involverad i olika grad i fem olika politiska partier.
Bard meddelade i september 2021 sin kandidatur för Medborgerlig samling i riksdagsvalet 2022. Bard kandiderade även för partiet inför Europaparlamentsvalet 2024 men kort tid efter att hans kandidatur offentliggjorts valde han att kliva av och lämna partiet.

## Biografi

### Uppväxt
Alexander Bard växte upp i Motala i Östergötland, och är systerson till sångaren Bengt Johansson och predikanten Hans Johansson. Han var elevrådsordförande i både högstadiet och gymnasiet då han bokade in konserter på skolan, bland annat med Reeperbahn. Bard startade också en dragshowgrupp med namnet Fermez La Bouche (franska för "stäng munnen") som fick agera förband. Som 14-åring arrangerade Bard världsmästerskapen i Fia med knuff.

### Utbildning
Efter gymnasiet studerade Bard i USA och Nederländerna. Under sin tid i Amsterdam påstår han sig ha prostituerat sig. Senare återvände han till Sverige för att studera vid Handelshögskolan i Stockholm och läste bland annat ekonomisk geografi. Bard avlade ingen examen vid Handelshögskolan.[källa behövs]

### Religion
Alexander Bard gick på bibelskola som fjortonåring och var då övertygad kristen, men 1982 blev han riksbekant som satanist, då han i tidningen Aftonbladet presenterades som "Satanskyrkans överstepräst i Sverige". Bard övergav dock sin satanistiska livsåskådning i de sena tonåren . Han har i en DN-artikel medgett att han varit satanistpräst, men har också avfärdat påståendet om att han har varit överstepräst..
Bard konverterade till zoroastrismen 1983 men fick sin formella upptagning i religionen först 1997 genom en navjote-ceremoni som utfördes av mobed Kamran Jamshidi. Bard är medlem i  den Stockholmsbaserade organisationen HANZAR (Hanjamana Zarathushtri). År 2014 utvecklade Bard och Söderqvist sin syn på religion i boken Synteism.

## Musikkarriär
Bard släppte sin första singel "Life in a Goldfish Bowl" 1982 med sin dåvarande grupp Baard där även stripporna Lola Gorgonzola och Juicy Lucy ingick. Under ett studentspex på Handelshögskolan i Stockholm föddes drag queen-gestalten "Barbie" och Bard fick sin första hit: "Prostitution Twist". Kort därefter träffade Bard före detta popstjärnan och skivbolagschefen Ola Håkansson och inledde en karriär som låtskrivare åt andra artister.
Han deltog i komponerandet av ett flertal hits under 1980- och 1990-talen åt bland andra Lili & Susie, Ankie Bagger, Barbados, Tommy Nilsson, Jerry Williams, Agnetha Fältskog, Andreas Lundstedt, Arvingarna, Kayo, Pernilla Wahlgren, Troll och Midi, Maxi & Efti. År 1989 vann Alexander Bard Melodifestivalen med låten "En dag" framförd av Tommy Nilsson. Bard hade skrivit låten tillsammans med Tim Norell och Ola Håkansson. Låtskrivartrion kallade sig Norell Oson Bard och beskrevs vid den tiden som Sveriges svar på hitmakarna Stock Aitken Waterman. I Melodifestivalen 2011 gjorde låtskrivartrion en tillfällig comeback med bidraget "En blick och någonting händer", som framfördes av Lasse Stefanz.

### Army of Lovers
År 1987 bildade Alexander Bard Army of Lovers tillsammans med frisören Jean-Pierre Barda och nattklubbsprofilen La Camilla. Bandet singeldebuterade med "When the Night is Cold" 1988. Första albumet Disco Extravaganza gavs ut internationellt 1989 och det definitiva genombrottet kom med skivan Massive Luxury Overdose 1991. Med hjälp av hits som Crucified och Obsession samt spektakulära musikvideor nådde man stora framgångar i Skandinavien, Tyskland, Nederländerna, Belgien, Frankrike, Spanien, Latinamerika, Mellanöstern och framför allt i Ryssland och resten av Östeuropa.
1992 hjälpte Bard Ola Håkansson att starta Stockholm Records, men sålde sina aktier efter att de lanserat Abba Teens.
Efter diverse medlemsbyten och ytterligare framgångar på topplistorna splittrades Army of Lovers 1996. Gruppen har dock återförenats sporadiskt därefter för enstaka singelutgåvor eller framträdanden runtom i världen, till exempel i Melodifestivalen 2013.

### Vacuum
Idén bakom bandet Vacuum kom från Bard och producenten Anders Wollbeck som samarbetade på flera av Army of Lovers skivor. Duon hade tröttnat på det glamourösa diskouttrycket och ville skapa mer allvarlig, syntbaserad musik med referenser till vetenskap. År 1996 hörde Alexander Bard sångaren Mattias Lindblom uppträda med sitt dåvarande band Sycamore Leaves och imponerades av hans röstresurser. Senare träffade han också den svenska syntpoppionjären och galleristen Marina Schiptjenko (både tidigare och nu senare medlem i Malmöbaserade Page) i samband med inspelningen av ett tv-program. Bard, Lindblom, Wollbeck och Schiptjenko bildade gruppen Vacuum som fick en stor hit med genombrottssingeln "I Breathe" 1997.

### Alcazar
Alexander Bard och Anders Hansson var producenterna bakom diskogruppen Alcazar. De producerade bland annat Alcazars hitsingel Crying At The Discoteque som 2000 såldes i över en miljon exemplar i Europa. (se nedan) Crying At The Discoteque är en remix från sången Spacer gjord av fransyskan Sheila 1979. Musiken skrevs 1979 av Nile Rodgers från gruppen CHIC för Sheila B Devotion.

### BWO

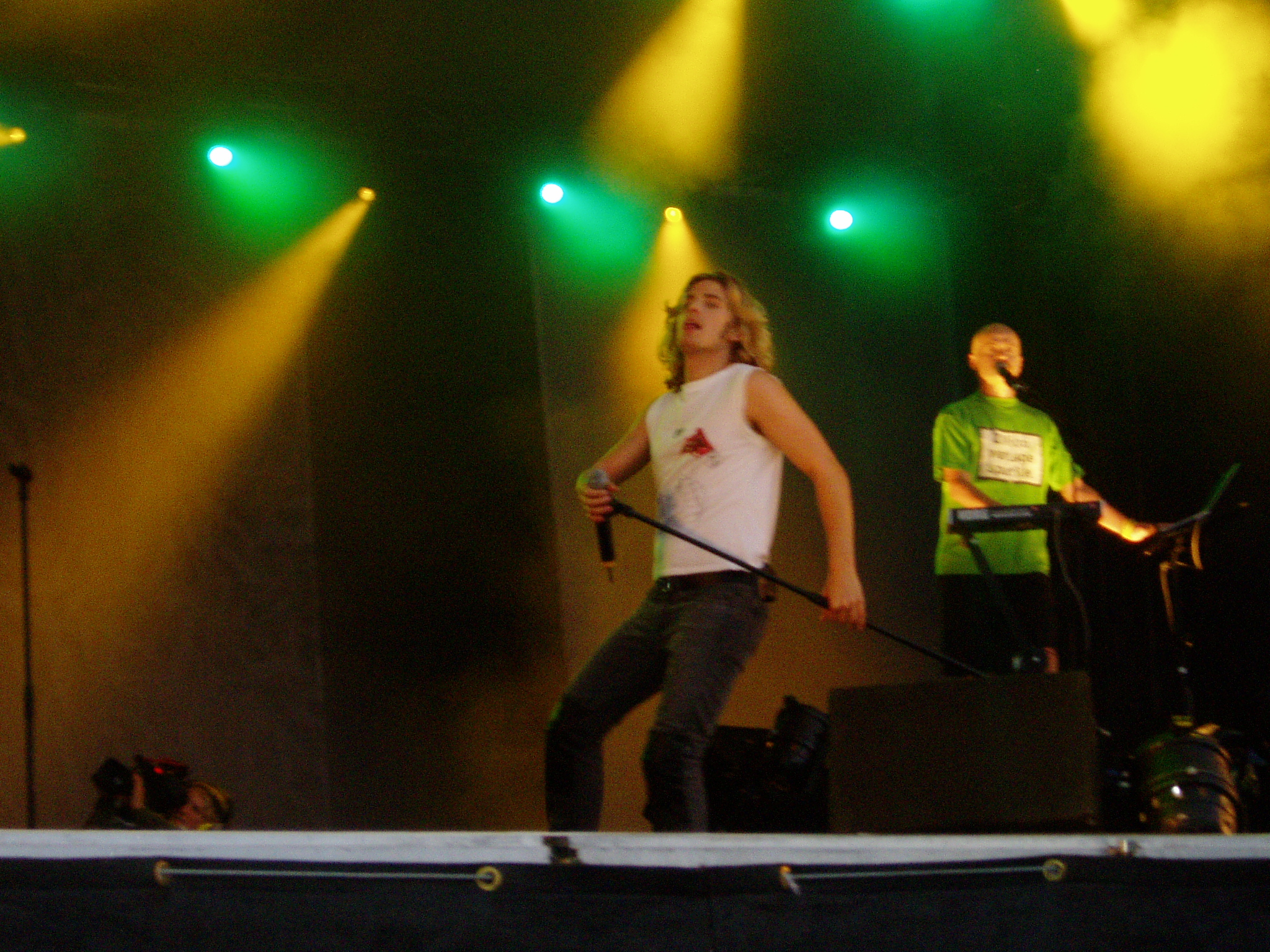
Bard och Martin Rolinski.

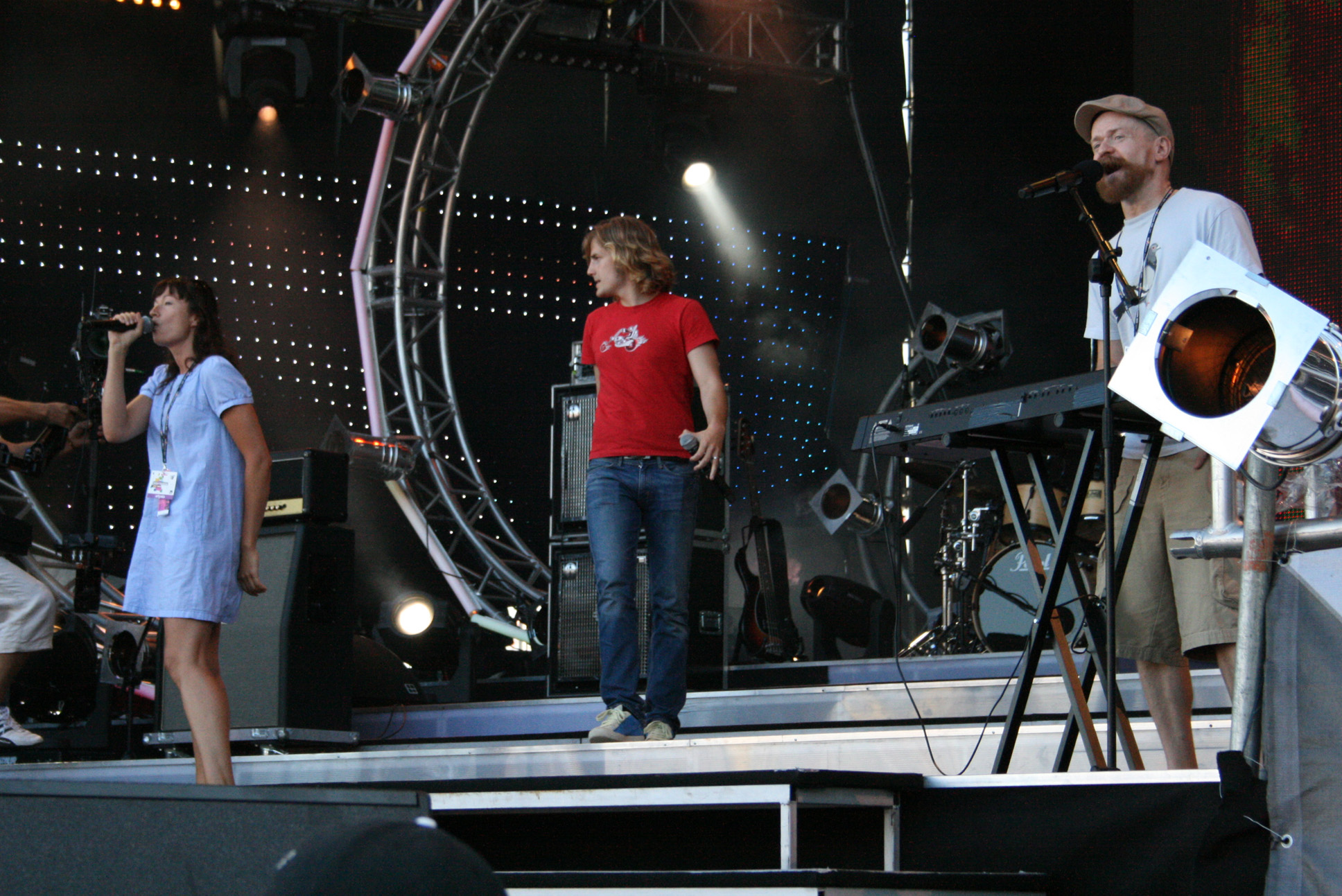
BWO under ett framträdande i Szczecin, år 2007.

Bard arbetade i flera år tillsammans med Anders Hansson, med musikprojektet Bodies Without Organs (vanligen förkortat BWO). De övriga medlemmarna var Marina Schiptjenko (som också var med i Vacuum) och sångaren Martin Rolinski. Bandet splittrades 2009 efter en karriär som omfattade fem album, fyra deltaganden i Melodifestivalen (med en andra- och en tredjeplats i finalen som bästa resultat) samt betydande internationella listframgångar i Japan (två ettor på den internationella singellistan), Ryssland och Östeuropa (åtta singlar på Ukrainas Topp 20 redan från bandets första album), samt på klubblistorna i Storbritannien och USA. En kinesisk coverversion av BWO:s hitlåt Sunshine In The Rain med den taiwanesiska sångerskan Jolin Tsau blev 2008 års mest sålda singel i Östasien.

### Gravitonas
Sedan BWO gjort ett uppehåll startade Bard bandet Gravitonas tillsammans med den tidigare punksångaren Andreas Öhrn. Gravitonas skrev ett skivkontrakt med SoFo Records och Universal Music 2010 och har släppt flera EP:s sedan september 2010 och bland annat haft listframgångar i Ryssland och USA (april 2011).

## TV-framträdanden

### Idol
Bard var jurymedlem av underhållningsprogrammet Idol mellan år 2011 och 2015.

### Talang
Bard ingick under fyra säsonger i juryn i TV4:s program Talang. Han sparkades efter att han i juni 2020 twittrat att "svarta" borde sluta ljuga och leva på bidrag om deras liv ska betyda något.

## Författarskap

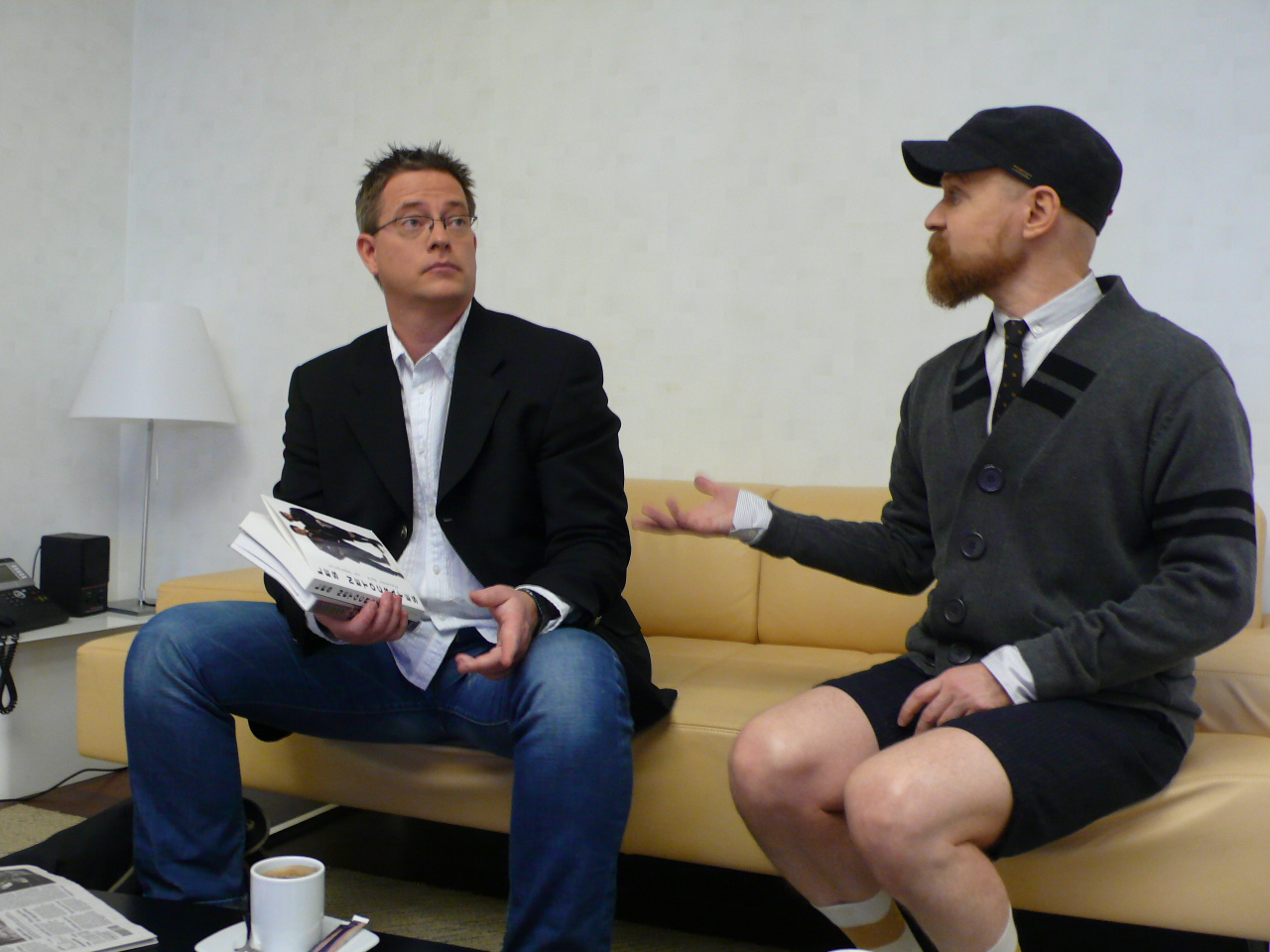
Bard tillsammans med Jan Söderqvist.

Alexander Bard ser Freud, Marx, Hegel och Nietzsche som intellektuella förebilder. Han har skrivit ett flertal böcker om filosofi och framtidsvisioner tillsammans med Jan Söderqvist med inriktning mot bland annat informationsteknologi, världs- och samhällsfrågor.
År 2000 gav Bard och Söderqvist ut Nätokraterna, efterföljaren Det globala imperiet kom två år senare. År 2018 hade Bard och Söderqvist givit ut fem böcker.

## Politiskt engagemang

### Folkpartiet, Liberaldemokraterna, Centerpartiet, Piratpartiet
År 2008 gick Bard med i Folkpartiet och startade det virtuella nätverket Liberati tillsammans med riksdagsledamoten Camilla Lindberg. Han lämnade Folkpartiet efter valet 2010. Han planerade därefter att tillsammans med ett antal personer från Liberati att bilda ett politiskt parti med namnet Liberaldemokraterna. Bard gick i september 2011 med i Centerpartiet. Inför valrörelsen 2014 lämnade han Centerpartiet, och uttryckte sitt intresse för samarbete med Piratpartiet och blev medlem.

### Medborgerlig samling, Liberalerna, Folklistan
Den 20 mars 2018 meddelade Bard att han hade bytt parti till Medborgerlig samling. I december 2019 meddelade Medborgerlig samling att Bard avslutat sitt medlemskap i partiet. Den 22 maj 2020 meddelade Bard på Twitter att han återigen gått med i Liberalerna, men redan den 13 juni samma år lämnade han partiet efter att ett inlägg han gjort på Twitter om Black Lives Matter fått mycket kritik.
I en intervju i juli 2020 med nyhetssajten Insikt24 spekulerade Bard i en möjlig framtida politisk allians mellan Medborgerlig Samling och Alternativ för Sverige för att "rädda landet".
Bard meddelade i september 2021 att han kandiderade till riksdagen för Medborgerlig samling inför valet 2022.  I slutet av 2023 meddelade Medborgerlig Samling att Bard kandiderade för partiet i Europaparlamentsvalet 2024. En dryg månad efter att hans kandidatur offentliggjorts meddelade Bard att han hoppade av sin kandidatur och lämnade partiet. I maj 2024 meddelade han att han anslutit sig till nybildade Folklistan. 

## Samhällsdebattör
Bard har i skrift, tal och media ofta tagit rollen som framtidsprofet och bångstyrig "trickster" i samhällsdebatten. 2018 startade han tillsammans med Aron Flam podden The Aryan and the Jew. Sedan 2019 ingår han även med Andrew Sweeny i samtidsfilosofiska samtal på podden Sweeny vs Bard.
Ideologiskt har Bard förespråkat socialism, liberalism, libertarianism och liberalkonservatism. Han har kallat sig själv för "marxistisk libertarian" och har uttalat sig om bland annat prostitution, droger, internet, och ungdomspolitik.